# Eremaphanta iranica
Eremaphanta iranica is een vliesvleugelig insect uit de familie Melittidae. De wetenschappelijke naam van de soort is voor het eerst geldig gepubliceerd in 1971 door Schwammberger.